# HotelSpecials
HotelSpecials is een Nederlandse webwinkel met een assortiment gericht op korte vakanties in Nederland, West-Europa en Scandinavië. Het hoofdkantoor bevindt zich in Haarlem. Naast Nederland opereert het online boekingsplatform ook in België, Duitsland, Oostenrijk, Zweden, Noorwegen en Denemarken.

## Geschiedenis
In 2005 richtte Nick Stals de online boekingswebsite Hotel-Arrangementen.nl op. Kort na de instap van Remco Hofstede (huidig algemeen directeur) als medeoprichter werd de naam veranderd in HotelSpecials.nl.
Sinds 2007 heeft HotelSpecials ook een kantoor in Zweden. Bekende adviseur was Jitse Groen. In 2017 hebben ze de deuren geopend van een kantoor in Berlijn aangezien 15% van de omzet uit Duitsland komt. Inmiddels zijn er meer dan 5000 hotels aangesloten op het platform.

## Prijzen en onderscheidingen
HotelSpecials is een aantal keer in de prijzen gevallen, waaronder in 2014. Toen hebben ze voor het Duitse platform HotelSpecials.de de Thuiswinkel Cross Border E-commerce Award gewonnen op basis van hun groeistrategie in het buitenland. In 2017 heeft HotelSpecials een Dutch Search Award in de wacht gesleept in de categorie ‘Beste gebruik van Search in Travel’. Door een complexe formule te creëren, heeft het online marketingteam hun bidmanagement weten te automatiseren. Met als resultaat dat de marketingkosten en werkuren effectiever ingezet kunnen worden.